# Houstonia terrellii
Houstonia terrellii là một loài thực vật có hoa trong họ Thiến thảo. Loài này được (Lorence) Terrell & H.Rob. mô tả khoa học đầu tiên năm 2009.